# Nino Ošlak
Nino Ošlak, znan tudi samo kot Nino, slovenski pevec, avtor glasbe in besedil, producent in glasbeni pedagog, * 19. avgust 1991, Slovenj Gradec, Slovenija.
Rojen je bil v Slovenj Gradcu, otroštvo je preživel v Velenju, od srednje šole naprej pa živi in ustvarja v Ljubljani.
Jeseni 2008 je predstavil singel »Mi amor«, za katerega je posnel svoj prvi videospot.
Leta 2009 je zaključil šolanje na Srednji glasbeni in baletni šoli Ljubljana in pričel s študijem na Akademiji za glasbo v Ljubljani.
V študijskih letih je izdal več radijskih singlov in nekaj videospotov (»Zadnje upanje«, »Simfonija«, »A je vse ok?«, »Ti in jaz«, »Žal mi je«). Leta 2011 je s pesmijo »S tabo je lepo« nastopil na mednarodnem glasbenem festivalu Sunčane skale v Črni Gori.
Septembra 2013 je izdal prvi album z naslovom Simfonija, ki je vseboval 13 pesmi, za katere je glasbo in besedila v celoti napisal sam, pri aranžmajih pa je sodeloval z različnimi glasbeniki (Damjan Pančur, Franci Zabukovec). Za naslovno pesem je posnel svoj peti videospot. Leta 2015 se je njegov videospot za »A je vse ok?« uvrstil na program glasbene televizije MTV Adria. Tega leta je tudi magistriral na Akademiji za glasbo v Ljubljani, izdal nekaj radijskih singlov (»Lepa si«, »Dovolj romantike«) in snemal svoj drugi album.
Aprila 2016 je izdal svojo drugo ploščo z naslovom Pod tušem, ob tem pa posnel tudi dva nova videospota. Spomladi 2017 je pričel kot producent sodelovati z mlado pevko Anabel, ki je s pesmijo »Ob kavi«, za katero je napisal glasbo (skupaj z njo) in aranžma, zmagala na festivalu Poprock. Pesem je bila nominirana tudi za žaromet za Hit leta 2017. V začetku leta 2018 je predstavil svoj nov radijski singel »Nekaj je na tebi«. Za pesem je posnel svoj 10. videospot, v poletnih mesecih pa izdal še novo pesem »Moja moja«.
V začetku leta 2019 je sledil singel »Rabim te«, ki je bil en teden 2. najbolj predvajana slovenska pesem v etru na lestvici SloTop50. Pesem je v mesecu dni presegla 150.000 ogledov na Youtubu. Istega leta je izšla njegova 3. plošča Nekaj je na tebi. V letu 2020 je izdal najprej videospot in singel »A si za to«, v času pandemije koronavirusa pa je od doma s svojo spremljevalno skupino posnel tudi pesem Kako si lepa nocoj – LIVE. V poletnih mesecih je sledila  pesem po izidu zadnje plošče, z novim videospotom Midva. V začetku leta je napovedal snemanje akustičnega albuma in izdal dva akustična LIVE videospota, z novima verzijama uspešnic Lepa si in Midva. Aprila 2021 je izdal nov radijski singel Ko si z mano in predstavi svoj 15. videospot. Pesem je v drugem tednu po izidu postala najbolj predvajana slovenska pesem (skupaj s tujimi hiti pa 2. najbolj predvajana pesem v Sloveniji) na lestvici vseh radijskih postaj SloTop50. Leta 2022 je izdal novo pesem in videospot Za oba, posnel pa tudi klavirsko, akustično priredbo ter videospot za eno od starejših pesmi – Dovolj romantike. Junija 2023 je predstavil nov singel To je to, za katerega z režiserjem Nikom Karom posnel svoj 20. videospot. Septembra 2023 je s skladbo Med nama nastopil na Popevki 2023 in z njo zmagal po izboru občinstva. V jeseni 2024 napove svoj 4. studijski album in izda singel Kdo te zdaj objema. Novembra 2024 v Cankarjevem domu s posebnim koncertom obeleži 15. obletnico kariere, decembra pa izda 4. album z naslovom Elektro-romantika pri založbi Menart records.,
Nino deluje kot profesor glasbe, piše pa glasbo tudi za nekatere druge izvajalce, npr. Heleno Blagne (»Za božič pridemo skupaj«), Tomaža Ahačiča - Fogla (»Povej mi, koliko ti še pomenim jaz«), San Di EGO (»Brez tebe«, EMA 2016), Anabel (Poprock 2017, EMA 2018), Poskočne ("Pokvarjeni fantje" - naslovni singel albuma) in Tilna Lotriča.
Ukvarja se tudi s sinhronizacijo risank in celovečernih risanih filmov: Alvin in veverički: Velika Alvintura (Theodore), Čas za sneg (glavni junak Luka), Spuži na suhem (Patrick) in drugih.

## Diskografija

### Albumi
- Simfonija (2013): 13 pesmi
- Pod tušem (2016): 10 pesmi
- Nekaj je na tebi (2019): 9 pesmi
- Elektro-romantika (2024): 10 pesmi

### Radijski singli in videospoti
| Leto | Pesem                        | Uradni videospot | Album             |
| ---- | ---------------------------- | ---------------- | ----------------- |
| 2008 | Mi amor                      | ✓                | Simfonija         |
| 2009 | Noro sva zaljubljena         |                  | Simfonija         |
| 2010 | Žal mi je                    | ✓                | Simfonija         |
| 2011 | S tabo je lepo               |                  | Simfonija         |
| 2011 | Padajo poljubi               |                  | Simfonija         |
| 2012 | Ti in jaz                    | ✓                | Simfonija         |
| 2013 | Zadnje upanje                | ✓                | Simfonija         |
| 2013 | Simfonija                    | ✓                | Simfonija         |
| 2014 | Jutro                        |                  | Simfonija         |
| 2014 | Poletje                      |                  | Simfonija         |
| 2014 | Zvezdno nebo                 |                  | Simfonija         |
| 2014 | A je vse ok?                 | ✓                | Simfonija         |
| 2015 | Dovolj romantike             |                  | Pod tušem         |
| 2015 | Lepa si                      |                  | Pod tušem         |
| 2016 | Pod tušem                    | ✓                | Pod tušem         |
| 2016 | Mojito                       |                  | Pod tušem         |
| 2016 | Pesem zate                   | ✓                | Pod tušem         |
| 2016 | Življenje brez pravil        |                  | Pod tušem         |
| 2017 | Za tvoj nasmeh               | ✓                | Nekaj je na tebi  |
| 2018 | Nekaj je na tebi             | ✓                | Nekaj je na tebi  |
| 2018 | Moja moja                    | ✓                | Nekaj je na tebi  |
| 2019 | Rabim te                     | ✓                | Nekaj je na tebi  |
| 2019 | Ljubim                       |                  | Nekaj je na tebi  |
| 2020 | A si za to                   | ✓                | Nekaj je na tebi  |
| 2020 | Kako si lepa nocoj           |                  | Nekaj je na tebi  |
| 2020 | Midva                        | ✓                | Elektro-romantika |
| 2021 | Midva (akustična)            | ✓                | Elektro-romantika |
| 2021 | Lepa si (akustična)          | ✓                | Elektro-romantika |
| 2021 | Ko si z mano                 | ✓                | Elektro-romantika |
| 2022 | Dovolj romantike (akustična) | ✓                | Elektro-romantika |
| 2022 | Za oba                       | ✓                | Elektro-romantika |
| 2023 | To je to                     | ✓                | Elektro-romantika |
| 2023 | Med nama (Popevka 2023)      | ✓                | Elektro-romantika |
| 2024 | Kdo te zdaj objema           | ✓                | Elektro-romantika |
| 2024 | Med nama (akustična)         |                  | Elektro-romantika |

SloTop50
| Pesem            | SloTop50 !! Leto |      |
| ---------------- | ---------------- | ---- |
| Poletje          | 49.              | 2014 |
| Lepa si          | 48.              | 2015 |
| Nekaj je na tebi | 32.              | 2018 |
| Rabim te         | 19.              | 2019 |
| Ko si z mano     | 2.               | 2021 |